# 努兒·賓特·亞森公主
努兒·賓特·亞森（阿拉伯语：‎，1982年10月6日—）是约旦亞森·賓·塔拉勒王子和他首任伊朗裔妻子的第三名女兒亦是國王阿卜杜拉一世的曾孫女。努兒公主的前夫是約旦前任王儲哈姆扎·本·侯賽因。根據家譜，公主是伊斯蘭教先知穆罕默德的後裔之一。

## 生平
努兒公主出生于安曼，是家中排名第三並有兩名胞姊：雅絲敏及莎拉。她父母在1985年離婚而她父親在一年後再婚。後來她再有三名同父異母的妹妹及弟弟。
公主在西班牙馬德里的King's College完成會考課程並最終在2004年在美國爱默生学院的政治系畢業。2003年8月29日，約旦皇室宣布努兒公主已和她的遠房表親哈姆扎·本·侯賽因王儲結婚。兩人在2004年5月27日再在安曼舉行公開的婚禮。2007年4月18日，努兒公主誕下夫婦兩人的獨生女兒：哈雅·賓特·哈姆扎公主（Princess Haya bint Hamzah）。皇室在2010年3月宣布兩人已在2009年9月9日離婚。努兒公主在離婚後放棄夫姓並重新使用婚前稱號。